# Walpole Wilderness Area
Die Walpole Wilderness Area (auch nur Walpole Wilderness oder kurz WW) ist ein Verwaltungsgebiet zwischen Manjimup und Albany im Süden von Western Australia, Australien. Es umfasst eine Größe von 3633 km² (Stand 2008) und beinhaltet zahlreiche Nationalparks sowie andere Schutzgebiete in dieser Gegend.
Das Leitmotiv der Walpole Wilderness ist es die Altbestände der Jarrah-, Karri- und Red Tingle-Wälder mit ihrer Artenvielfalt aus endemischen Tieren und Pflanzen zu bewahren.
| Name                               | Kategorie                    | Fläche (ha) |
| ---------------------------------- | ---------------------------- | ----------- |
| Walpole-Nornalup-Nationalpark      | Nationalpark                 | 19.447      |
| Mount-Frankland-Nationalpark       | Nationalpark                 | 37.359      |
| Shannon-Nationalpark               | Nationalpark                 | 52.598      |
| Mount-Frankland-North-Nationalpark | Nationalpark                 | 22.053      |
| Mount-Frankland-South-Nationalpark | Nationalpark                 | 42.283      |
| Mount-Roe-Nationalpark             | Nationalpark                 | 127.726     |
| Mount-Lindesay-Nationalpark        | Nationalpark                 | 39.541      |
| Sonstige Flächen                   | Staatswald, Erholungsgebiete | 22.326      |
| Gesamt                             |                              | 363.333     |